# 橋本綱常

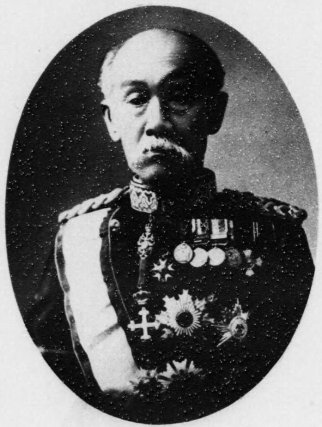
橋本綱常

橋本 綱常（はしもと つなつね、1845年7月24日〈弘化2年6月20日〉 - 1909年〈明治42年〉2月18日）は、明治時代の医師。桃井氏一族の桃井直常の後裔と称した。陸軍軍医総監（中将相当官）、陸軍省医務局長、東京大学医科大学教授、初代日本赤十字社病院院長、東宮拝診御用などを歴任。従四位勲三等、子爵、医学博士。兄に越前藩士・橋本左内がいる。墓所は東京都文京区にある麟祥院である。

## 人物・生涯
越前藩医の橋本家の四男に生まれる。父は長綱、母は梅尾。幼名は破魔五郎。安政2年(1855年)、兄橋本左内が藩医を辞して越前藩御書院番に任ぜられたことにより、代々藩医を家職とした橋本家は末弟の綱常が継いだ。
文久2年(1862年)、綱常は藩医筆頭の半井仲庵とその子澄とともに長崎に遊学。オランダの医師ポンペに師事して西欧医学を学ぶが、ポンペの帰国後は同人の弟子だった松本良順に蘭医学を学んだ。のち越前へ帰国して実家において勉学を続けた。慶応元年(1865年)、再び長崎に赴いてボードイン、兄綱維、半井澄、岩佐純、山本匡輔など共に勉学を重ねた。慶応3年（1867年）、再び江戸に出府し医学の研究を続けた。
維新後の明治3年（1870年）に軍事病院へ出仕し、越前藩剣術師範の鰐淵三郎兵衛の女操子と結婚。明治5年(1872年)、松本の推薦によりドイツ留学を命ぜられた。アメリカ横断の際には大倉喜八郎一行と一緒で、学資の乏しい綱常は尻切れズボンから下着が覗くのを見かねた大倉からズボンを借り与えられている。綱常はヴュルツブルク大学で外科をリンハルトに、内科をカール・ゲーアハルトに師事し、明治10年(1877年)に帰国した。
明治17年(1884年)、陸軍卿大山巌の随員として欧州に渡り、万国赤十字条約加盟のために奔走した。明治18年（1885年）、軍医総監、陸軍省医務局長となる。明治20年（1887年）、日本赤十字社病院の初代院長となる。後に医務局長は辞したが、病院長職は生涯その任を離れなかった。
明治21年(1888年)、昭宮猷仁親王薨去の折、宮中医療に西洋医学を導入することを建白した。
明治28年（1895年）10月31日、男爵を授爵し華族となる。また、院長職にある間、東京大学教授を兼任し、医学博士号を取得。1905年（明治38年）12月30日、後備役に編入。明治42年（1909年）心臓疾患のため逝去、享年65。近代医学の功労者として評価されるに至る。外孫に奥野信太郎がいる。

## 家族
- 父・橋本長綱 - 福井藩医
- 兄・橋本左内
- 兄・橋本綱維（1841-1878） - 明道館教授、軍医（大阪鎮台病院長）[8]
- 妻・操 - 福井藩剣道師範・鰐淵三郞助の長女
- 長男・長勝（1867-1912） - 幼名・春（はじめ）。1879年に漢学修行のため竹添進一郎に伴い13歳で天津に留学、1884年に父に伴い欧州へ私費留学し、ヴュルツブルク大学、ミュンヘン大学で医学を学んだが、女性問題と勉学により脳病を患い、1890年に帰国して療養するも完治せず、1897年に廃嫡[9]。
- 長女・政（1879年生） - 奥野幸吉（兵庫県平民・陸軍少将）の妻。子に奥野信太郎
- 二男・長俊（1882年生） - 子爵。陸軍騎兵中尉、帝國桐華社長。陸軍士官学校卒。岳父に後藤恕作。
- 三男・春規（1887年生） - 東京府士族・春本長俊の養子となる
- 二女・小菊（1889年生）

## 年譜
- 明治3年（1870年）10月 兵部省軍事病院医官
- 明治4年（1871年）10月 軍医寮七等出仕
- 明治5年（1872年）7月 プロシア留学
- 明治9年（1876年）7月 ドクトル
- 明治10年（1877年）6月 帰朝
- 明治10年（1877年）7月 陸軍軍医監・本病院出仕
- 明治11年（1878年）2月 兼東京大学医学部教授
- 明治18年（1885年）5月 軍医総監・軍医本部長
- 明治19年（1886年）3月 陸軍省医務局長(明治23年10月迄)
- 明治19年（1886年）10月 日本赤十字社病院長(明治42年2月迄)
- 明治21年（1888年）5月 医学博士
- 明治23年（1890年）9月29日 貴族院議員[12](明治24年10月12日辞職[13])
- 明治23年（1890年）10月 予備役
- 明治23年（1890年）12月 宮中顧問官
- 明治29年（1896年）3月 軍医監
- 明治34年（1901年）4月 日本外科学会長
- 明治37年（1904年）5月 召集・大本営付
- 明治38年（1905年）2月 軍医総監
- 明治39年（1906年）9月 帝国学士院会員
- 明治42年（1909年）2月 卒去

## 栄典
位階
- 1885年（明治18年）7月25日 - 正五位[14]
- 1886年（明治19年）10月28日 - 従四位[15]
- 1907年（明治40年）12月10日 - 正三位[16]

勲章等
- 1885年（明治18年）4月7日 - 勲三等旭日中綬章[17]
- 1889年（明治22年）11月25日 - 大日本帝国憲法発布記念章[18]
- 1894年（明治27年）12月26日 - 勲二等瑞宝章[19]
- 1895年（明治28年）
  - 10月31日 - 男爵[20]
  - 11月18日 - 明治二十七八年従軍記章[21]
  - 12月28日 - 旭日重光章[22]
- 1900年（明治33年）10月 - 勲一等瑞宝章
- 1906年（明治39年）4月1日 - 旭日大綬章・明治三十七八年従軍記章[23]
- 1907年（明治40年）9月23日 - 子爵[24]。

外国勲章佩用允許
- 1885年（明治18年）10月5日 - ドイツ帝国：赤鷲第三等勲章[25]
- 1891年（明治24年）9月30日 - オスマン帝国：美治慈恵第二等勲章[26]

## 著作
- 田中畔夫 編『伝染六病論』橋本綱常検閲（2版）、天然堂、1881年11月。全国書誌番号:40057644 NDLJP:835331。
  - 田中畔夫 編『伝染六病論』橋本綱常検閲（再版）、天然堂、1882年7月。 NCID BA30565668。全国書誌番号:40057645 NDLJP:835332。
- 橋本綱常『外科手術摘要』大平周禎記、陸軍軍医学会文庫、1884年11月。全国書誌番号:40057880。
- 『病床顕微鏡検査新説』今井政公訳補、村田謙太郎校訂、橋本綱常閲、今井政公、1886年5月。 NCID BA46727838。全国書誌番号:40056839 全国書誌番号:97077009。